# 黿屬
黿屬（學名：Pelochelys），是鱉科下的一屬，包括新几内亚鼋、黿等三種，是體型最大的鱉類。

## 下属物种
本属包括以下物种：
- 花背鼋 Pelochelys bibroni (Owen, 1853)，又名新幾內亞黿、紐幾內亞黿
- 黿 Pelochelys cantorii
- Pelochelys clivepalmeri Hoser, 2014
- 北新幾內亞黿 Pelochelys signifera Webb, 2002，又名北新幾內亞黿
- Pelochelys telstraorum Hoser, 2014

## 保育狀況
本行所有种均被列為《瀕危野生動植物種國際貿易公約》附錄二的物種，被限制出口及貿易。